# Herb Brown
Herbert Michael  Brown, más conocido como Herb Brown (nacido el 14 de marzo de 1936 en Brooklyn, Nueva York) es un entrenador de baloncesto estadounidense. 
Herb Brown es hermano del también entrenador Larry Brown, y juntos, ayudaron a los Pistons a ganar el anillo de 2004. En 2006, Herb Brown fue incluido en el Hall of Fame Judío.
Brown también dirigió a cuatro equipos de la liga ACB y ha sido entrenador asistente de varios equipos de la NBA.
Actualmente es ayudante técnico de la Selección de Uruguay.